# Športni park Stožice
Športni park Stóžice, tudi Športnorekreacijski center (ŠRC) Stožice, je športni park v bližini ljubljanskega predmestnega naselja, nekdanje vasi Stožice, naselja BS3 in obvozne hitre ceste H3. Objekt sestavljata Stadion Stožice za 16.038 gledalcev (23.000 obiskovalcev ob koncertih), večnamenska športna dvorana Arena Stožice za 12.480 gledalcev (14.480 obiskovalcev ob koncertih), že od prej pa južno od Save deluje tudi (edini ljubljanski) Hipodrom Stožice. Površina arene meri 14.164 kvadratnih metrov, stadion pa meri 24.694 kvadratnih metrov. Skupna tlorisna površina dvorane je 35.496, stadiona pa 33.738 kvadratnih metrov. Projektant športne dvorane in stadiona je arhitekturni biro Sadar + Vuga, zunanje ureditve parka biro AKKA, celotni park pa je soavtorstvo obeh birojev.
Odprtje dvorane in stadiona je bilo 10. in 11. avgusta 2010. Park naj bi v prihodnje obsegal tud nakupovalni center, otroško igrišče, površino za rolanje in rolkanje, steze za trim, kolesarjenje, pozimi pa tudi za proge za smučarski tek. V okviru Športnega parka Stožice je predvidena tudi izgradnja nakupovalnega središča.
Stadion poleg kulturnih dogodkov gosti predvsem domače tekme slovenske nogometne reprezentance in nogometnega kluba Olimpija, dvorana pa košarkarskega kluba Union Olimpija.

### Dostop
Do športnega parka vozijo mestne avtobusne linije, in sicer je na Vojkovi cesti obračališče linij št. 20 in 20Z, ob Štajerski cesti, pri vhodu 1 in 2, pa imata končno postajališče liniji št. 18, 24 in 13.